# Armée royale (Maroc)
Pour les articles homonymes, voir Armée royale.
L'Armée royale du Maroc est l'armée de terre des Forces armées royales du Maroc. Elle a été créée au lendemain de l'indépendance du pays en 1956 par le roi Mohammed V, grand-père de Mohammed VI, roi actuel du Maroc.
En 2019, elle comptait environ 250 000 hommes.

## Origines
À l'époque du protectorat français (1912-1956), de nombreux marocains étaient recrutés pour servir dans les régiments de spahis et tirailleurs de l'Armée d'Afrique. Plus de 300 000 soldats marocains (dont des goumiers) combattirent aux côtés des Forces françaises libres en Afrique du Nord, en Italie et en France au cours de la Seconde Guerre mondiale. De nombreux marocains participèrent aussi de 1946 à 1954 à la Guerre d'Indochine au sein du corps expéditionnaire français. Les français recrutaient de préférence parmi les populations rurales berbères.
L'armée espagnole utilisa aussi de nombreux soldats marocains recrutés dans le protectorat espagnol, à la fois pendant la Guerre du Rif de 1921-26 et la Guerre d'Espagne de 1936-39. Les Regulares marocains et la Légion espagnole formaient l'élite de l'Armée d'Afrique. Une gendarmerie para-militaire sur le modèle des goumiers français, le Mehal-la Jalifianas était employée à l'intérieur du protectorat.
Avec la fin des protectorats en 1956, quatorze mille soldats de l'armée française et dix mille de l'armée espagnole furent transférés aux Forces armées royales nouvellement créées. Ce nombre fut augmenté d'environ cinq mille anciens combattants de l'Armée de Libération (ALN). Environ 2000 officiers et sous-officiers français restèrent un moment au Maroc, jusqu'à ce que les programmes de formation intensive des écoles militaires de Saint-Cyr, Tolède et Dar al Bayda (Meknès) aient produits un nombre suffisant d'officiers marocains.
La veille de l'indépendance, le Maroc disposait déjà d'un officier général français en la personne du Général de Brigade Benhammou  Kettani. A ce jour le plus haut grade octroyé dans l'histoire des FAR est celui de Marechal, son seul détenteur a été le Marechal Meziane. Quant au plus jeune officier supérieur, hors famille royale, de l'histoire des FAR il s'agit du Lieutenant-Colonel M'hamed Ababou.

## L'Armée de libération nationale (ALN)

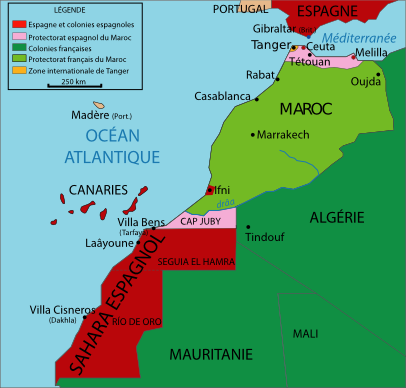
Les protectorats avec l'enclave d'Ifni.

L'Armée de libération nationale (en arabe : جيش التحرير) était une force qui combattait pour l'indépendance du Maroc du 2 octobre 1955 au 29 mars 1956.
En 1956, certaines de ses unités commencèrent à s'infiltrer à Ifni et dans d'autres enclaves du Maroc espagnol, ainsi qu'au Sahara espagnol, pour les rattacher au Maroc. Au début, elles reçurent un important soutien du gouvernement marocain. Au Sahara occidental, l'Armée de libération rallia de nombreuses tribus sarahouies et provoqua une révolte à grande échelle, la Guerre d'Ifni. Au début 1958, le roi du Maroc réorganisa les unités de l'Armée de libération combattant au Sahara occidental et les renomma Armée de libération du Sahara.
La révolte du Sahara espagnol fut brisée en 1958 par une offensive franco-espagnole. Le roi du Maroc signa alors un accord avec l'Espagne, par lequel il garantissait le contrôle de sa frontière sud, et une partie de l'Armée de libération fut intégrée dans les Forces armées marocaines.

## L'Armée royale aujourd'hui

### Exercices internationaux
L'armée royale du Maroc effectue depuis les années 1990 l'exercice African Lion avec l'United States Marine Corps, a l'origine bisannuelle, il est devenu annuel et multinational. Cet exercice est destiné à promouvoir l'interopérabilité et la compréhension mutuelle des tactiques, techniques, procédures et préparations opérationnelles, ainsi que les relations entre les deux pays. En 2013, cet exercice a été annulé unilatéralement par le Maroc. Fin 2008, la 2e Brigade d'Infanterie Parachutiste (2e BIP) a mené un exercice conjoint avec le Royal Gibraltar Regiment britannique, chargé de la défense de Gibraltar. Le port du voile n'est pas autorisé au regard de l'égalité entre les sexes.

### Organisation de l'armée royale en février 2018
Selon l'étude de Josep Baqués :
- 6e brigade royale blindée, dite « brigade russe », équipée de T-72B, d'AMX-10 RC et de VAB-VTT
  - Guercif : 1 groupe d'escadrons blindés (GEB), 1 groupement logistique
  - Taourirt : 1 GEB, 2 bataillons motorisés
  - Taza : 1 groupe d'artillerie royale (GAR) avec artillerie tractée

- 5e brigade mécanisée d'intervention (BIM), Errachidia
  - 3 régiments d'infanterie mécanisée (RIM) sur M113, 2 GAR, 1 groupement logistique
  - 1 GEB (le 2e), équipé de chars M60A3, en cours de remplacement par des M1A1 SA

Il est prévu de transformer cette brigade en 2e BRB, en lui adjoignant un GEB, probablement celui de Missour.
- 9e brigade mécanisée d'intervention (BIM), Ouarzazate
  - 3 RIM sur M113, 2 GAR, 1 groupement logistique
  - 1 GEB (le 9e), sans doute équipé de chars M60A3

- 6e brigade d'infanterie ou 8e brigade d'infanterie motorisée (BIM) à Tan-Tan
  - Au moins 1 GEB, 1 RIM et 1 GAR équipé de canons automoteurs M-109A5

- 1re brigade d'infanterie parachutiste (BIP), Rabat

- 2e brigade d'infanterie parachutiste (BIP), Ben Guerir

Les deux brigades parachutistes ont déployé des groupes tactiques à Es-Semara et Laâyoune. Elles sont équipés de Hummer, certains armées de mitrailleuses Browning M2, d'autres de mitrailleuses KPV ou de missiles 9M113 Konkurs. Chacune des deux brigades possède une compagnie spéciale de combat en montagne.
- Centre d'instruction des troupes aérotransportées, Rabat

- École d'infanterie, Ben Guerir

- Brigade légère de Sécurité (BLS)
  - 6 groupements légers de sécurité (GLS), à Rabat, Casablanca, Fès, Es-Semara, Laâyoune
  - 1 groupe de commandement, d'appui et de services (GCAS)

- Autres unités
  - 1 GEB et le 1er groupement d'escadrons à cheval (GEC) à Oujda
  - 1 GEB à Missour, équipé de chars VT-1A
  - 2e GEC et deux bataillons d'infanterie en secteur (BIS) à Khénifra
  - 1 GEB à Outat El Haj
  - 1 GEB à Khouribga
  - 1 GEB et 2 BIS à Zag
  - 1 GEB et 1 GAR (artillerie tractée) à Sidi Ifni
  - 1 GEB et le centre d´instruction des blindes (CIB) à Meknès
  - Des blindés à Es-Semara et Laâyoune
  - Un BIS, à Nador
  - Deux BIS à Abteh
  - Deux BIS à Msied (en)
  - Le 1er bataillon de chasseurs de l'Atlas (1er bataillon de skieurs) à Kasba Tadla, avec le centre d'instruction de haute montagne (CIHM) à Oukaïmden.
  - Le 3e GAR à Midelt, équipé de lance-roquettes multiples chinois PHL-03/AR2, d'automoteurs M-109 et sans doute de missiles sol-air Sky Dragon 50 (en).
  - Le 6e GAR à Fès, peut-être équipé de lance-roquettes WS-2D (en)
- 11 Groupements Des Makhzen Frontière du Forces auxiliaires, comprend :
  - Unités Makhzen au Secteur (MMS)
  - 4 Commandos De la marche verte (CMV)
  - Escouade de reconnaissance des Forces Auxiliaires Motorisées (GMM)
  - 1 groupe Makhzen méharistes

## Armement de l'infanterie

### Armes de poing
- TT-33 ( Union soviétique)
- MAC 50 ( France)
- MAB PA15 (France)
- Glock 17 ( Autriche)
- Beretta 92 ( Italie)

### Fusils d'assaut
- M16A1/ M16A2/ 
M4A1 et M16A4.  ( États-Unis)
- Steyr AUG ( Autriche)
- AKM-59 ( Union soviétique)et ses variantes chinoises (Fusil Type 56), finlandaises (Valmet M76), roumaines(AIM) et yougoslaves (Zastava M70)
- VCD 15 ( France)
- HK G3 ( Allemagne de l'Ouest)
- Beretta AR70/90 ( Italie)
- FN FAL ( Belgique)
- FN CAL ( Belgique)
- SAR-21 ( Singapour)
- L85 ( Angleterre)
- FN SCAR  (Belgique)

### Mitrailleuses
- FN Minimi ( Belgique)
- PK & PKM ( Union soviétique)
- M249 ( États-Unis)
- FN MAG ( Belgique)
- Ultimax 100 ( Singapour)
- Browing M2 ( États-Unis- Belgique)

### Autres
- Fusils de précision
- M24 (États-Unis)
- AWP (Angleterre )
- PGM .308 (France)
- PGM Hécate II (France)
- FR-F2 (France)
- HK PSG1 (Allemagne)
- Pistolets-mitralleurs
- HK MP5 A1...A5 (Allemagne )
- Beretta M12 (Italie)

## Armes lourdes

### Chars de combat
Le Maroc dispose de 1 564 chars en 2024.
| Matériel       | Origine          | Quantité | Remarques                                                                             |  |
| -------------- | ---------------- | -------- | ------------------------------------------------------------------------------------- |  |
| M60-A3TTS      | États-Unis       | 880      | Les 60 premiers ont été livrées clandestinement en 1973. Version modernisée du M60-A3 |  |
| M1A1 SA+ M1A2  | États-Unis       | 400      | Version Special Armor                                                                 |  |
| T-72 B/V       | Union soviétique | 250      | Brigade russe                                                                         |  |
| MBT-2000 VT A1 | Chine            | 54       | Version chinoise                                                                      |  |

### Véhicules blindés légers
Et de 2348 véhicules de combat blindés en 2017
| Matériel         | Origine          | Quantité | En service | Mise en service            | Remarques                          |
| ---------------- | ---------------- | -------- | ---------- | -------------------------- | ---------------------------------- |
| M113A1           | États-Unis       | 1480     | 1480       | 1979-2018                  | Chiffre toutes versions confondues |
| Otokar Cobra II  | Turquie          | 200      | 200        | 2024                       |                                    |
| AIFV             | États-Unis       | 110      | 110        | Livrés entre 2008 et 2009. | Surplus Belges                     |
| AMX-10 RC        | France           | 110      | 108        | 1981                       |                                    |
| BMP-1            | Union soviétique | 50       | 50         |                            |                                    |
| SK-105 Kürassier | Autriche         | 105      | 45         | 1985                       |                                    |
| AMX-10 P         | France           | 10       | 10         |                            |                                    |
| OT-64            | Pologne          | 100      | ?          |                            |                                    |
| BMP-3            | Union soviétique | 60       | N/C        |                            |                                    |

### Engins à roues
| Matériel           | Quantité      | En service | Mise en service | Remarque               |  |
| ------------------ | ------------- | ---------- | --------------- | ---------------------- |  |
| HUMVEE             | 4000          | 4000       |                 |                        |  |
| VAMTAC             | 1600          | 1600       |                 |                        |  |
| VLRA               | 600           | 600        |                 |                        |  |
| VAB VTT            | 320           | 320        | 1979            | 150 modernisés en 2012 |  |
| VAB VCI            | 235           | 50 - 235   | 1979            |                        |  |
| AML-90 (canon)     | 140 (en 2007) | 140        | 1966            |                        |  |
| AMX-10 RC          | 100           | 100        |                 |                        |  |
| Oshkoch M1070 (en) | 72            | 72         |                 | Camion tracteur 8x8    |  |
| UR-416             | 55            | 55         |                 |                        |  |
| ERC-90 Lynx        | 56            | 55         |                 |                        |  |
| AML-60 (mortier)   | 35 ou 38      | 35 ou 38   | 1966            |                        |  |
| EBR-75             | 34            | 34         | 1970            |                        |  |
| Ratel 20           | 30            | 30         | 1981            |                        |  |
| Ratel 90           | 30            | 30         | 1981            |                        |  |

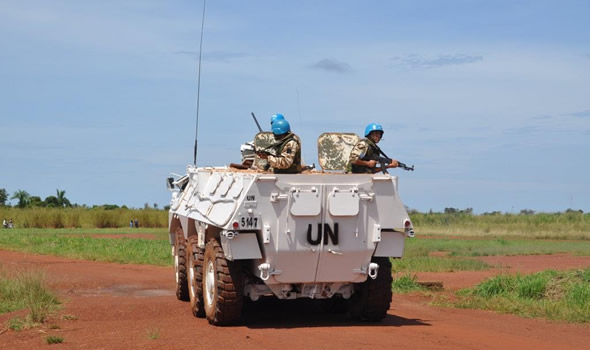
Un VAB marocain en service avec la MONUSCO en république démocratique du Congo, 2014.

Whap.            150.         150 ont ete commande 

### Artillerie tractée

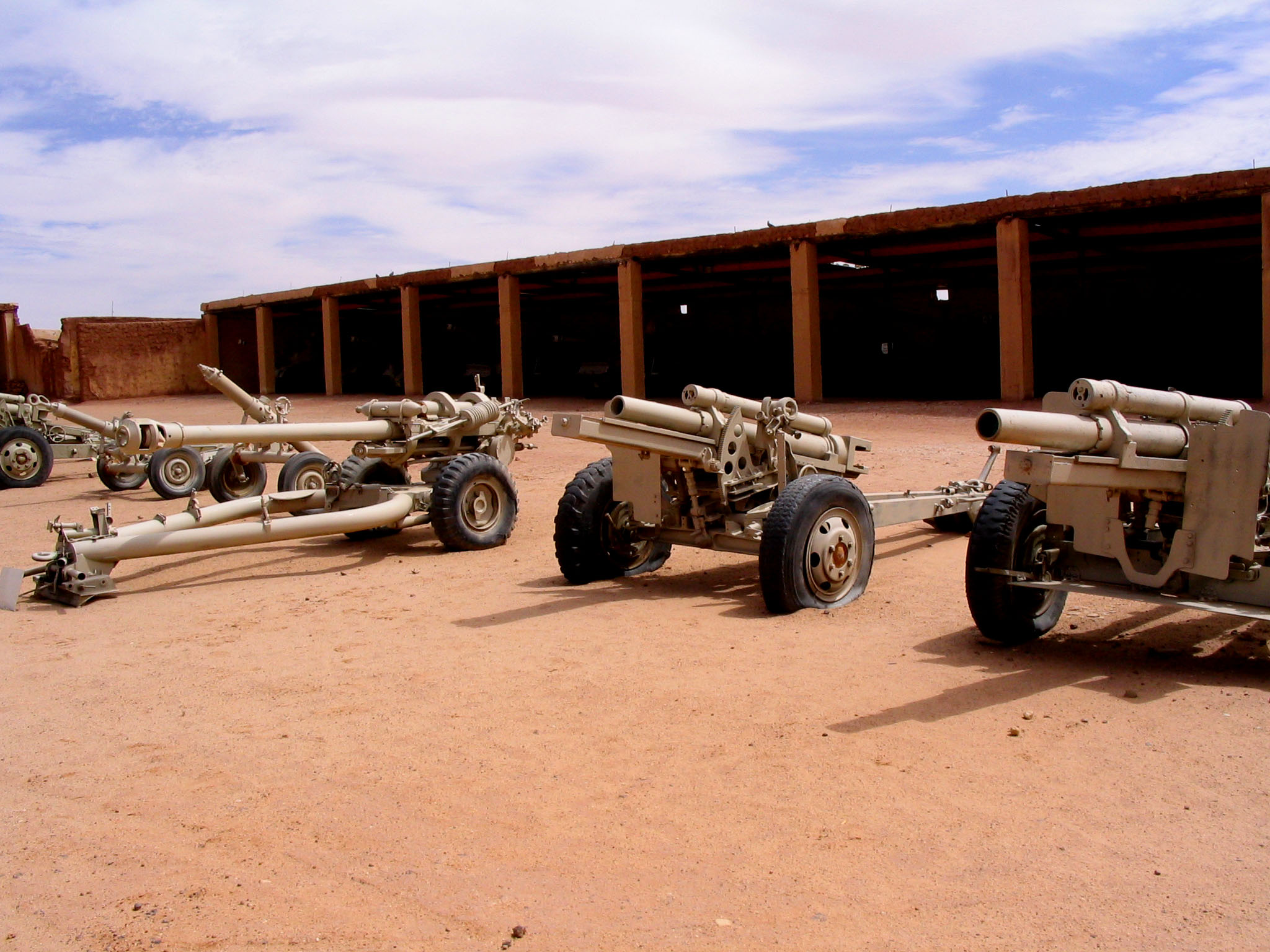
Des canons marocains. De droite à gauche : deux obusiers M101, un canon L-118 et deux mortiers de 120 mm.

| Matériel      | Quantité        | En service | Mise en service | Remarques          |
| ------------- | --------------- | ---------- | --------------- | ------------------ |
| FH-70 155 mm  | 35 - 123        | 123        | 1996            |                    |
| M198 155 mm   | 92              | 92         |                 |                    |
| L-118 105 mm  | 30 + 6 (prévus) | 56         | 1980            | Remis à niveau     |
| M-1950 105 mm | 35              | 35         | 1972            | Modèle à confirmer |
| M-46 130 mm   | 54              | 34         | 1981            |                    |
| M-114 155 mm  | 20              | 20         | 1976            |                    |
| M101 105 mm   | 45              | 18         | 1970            |                    |

### Canons automoteurs

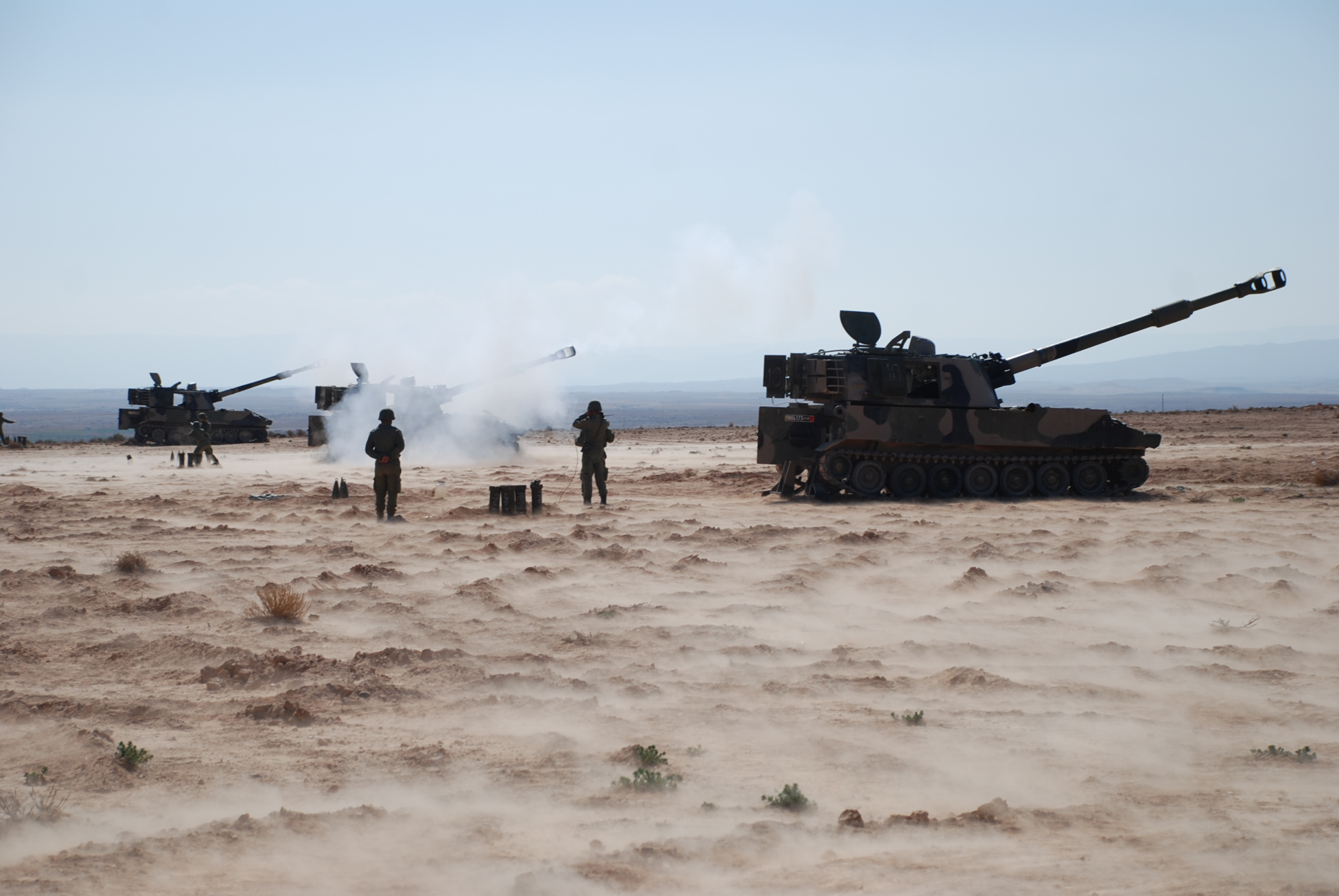
Des M109A5 lors d'un exercice en 2012.

448 canons automoteurs
| Matériel                                         | Quantité | Observation                            |
| ------------------------------------------------ | -------- | -------------------------------------- |
| M-109                                            | 357      | versions: A1/A2/A3/A4/A5               |
| 155 mm F3                                        | 98       | En cours de remplacement par des M-109 |
| Mortier de 120 mm sur VAB                        | 63       |                                        |
| M-110 203 mm                                     | 60       |                                        |
| Camion équipé d'un système d'artillerie (CAESAR) | 36       |                                        |
| AMX Mk61 105 mm                                  | 20       |                                        |
| M-44 155 mm (en)                                 | 20       |                                        |
| atmos 2000                                       | 36       | livraison vers juin juillet 2027       |

### Véhicules de lutte anti-aérienne

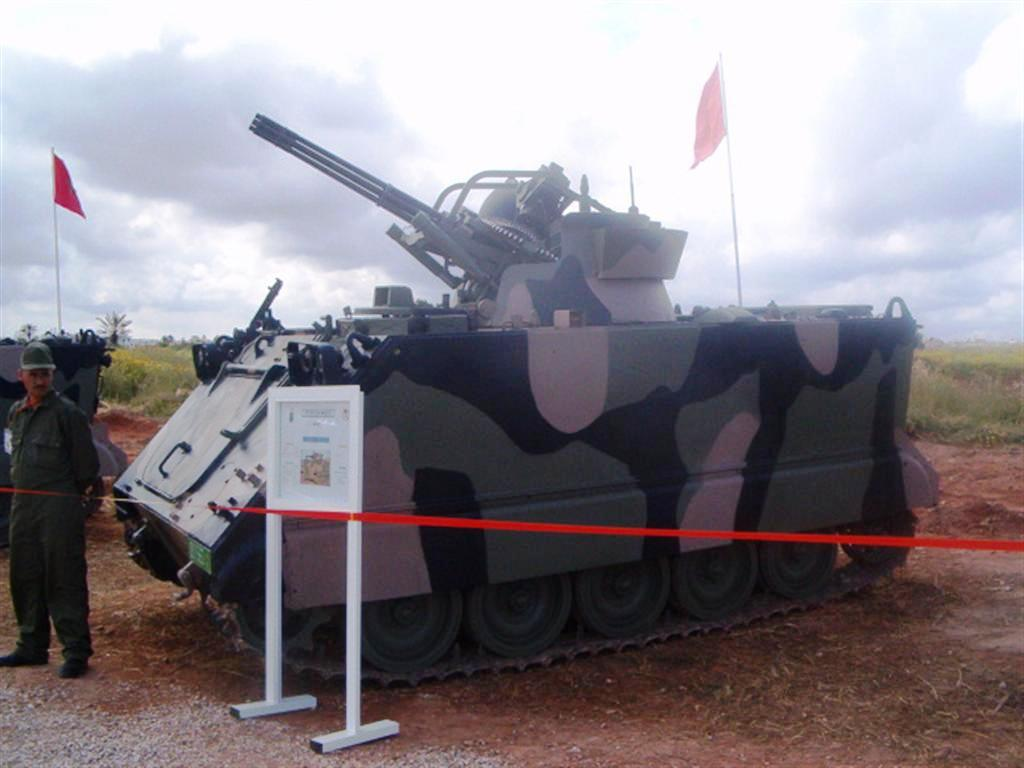
Un M163 VADS marocain en 2006.

| Matériel        | Quantité     | En service | Mise en service | Remarques |
| --------------- | ------------ | ---------- | --------------- | --------- |
| M163 VADS       | 60 (en 2007) | 115        |                 |           |
| ZSU-23-4 Shilka | 90 (en 2007) | 90         |                 |           |
| Tunguska M-1    | 12 (en 2007) | 12         |                 |           |

### Véhicules anti-char
| Matériel | Quantité | En service | Mise en service | Remarques |
| -------- | -------- | ---------- | --------------- | --------- |
| M901 ITV | 1893     | 1890       | 1999            |           |

### Lance-roquettes multiples
| Matériel          | Quantité | En service | Mise en service | Remarques                               |
| ----------------- | -------- | ---------- | --------------- | --------------------------------------- |
| PHL03/AR-2 300 mm | 18       | 18         | 2010            |                                         |
| WS-2D             | 18       | 18         | 2018            |                                         |
| PULS              | 9        | 9          | 2023            |                                         |
| M142 HIMARS       | 18       | 18         | 2023            |                                         |
| BM-21 122 mm      | 36       | 16         | 1980            | 20 sont offerts à la Mauritanie en 2015 |

### Défense antiaérienne
| Matériel         | Quantité                | En service | Mise en service | Remarques                                                                       |
| ---------------- | ----------------------- | ---------- | --------------- | ------------------------------------------------------------------------------- |
| MIM-72 Chaparral | 48 (en 2007)            | 24         |                 |                                                                                 |
| MIM-23 Hawk      | 9                       |            |                 |                                                                                 |
| Sky dragon 50    | 3 batteries (en 2018)   | 18         |                 |                                                                                 |
| HQ-9B            | 4 batteries (en 2019)   | 4          |                 |                                                                                 |
| MICA             | 4 batteries depuis 2022 |            |                 | Lanceur terrestre du missile "VL Mica" Exposition MBDA au salon du Bourget 2015 |
| Barak MX patriot | 1 1                     | 1 1        |                 |                                                                                 |
|                  |                         |            |                 |                                                                                 |

## Les forces marocaines et l'ONU
- UNOSOM (Somalie)
- SFOR II (Bosnie-Herzégovine)

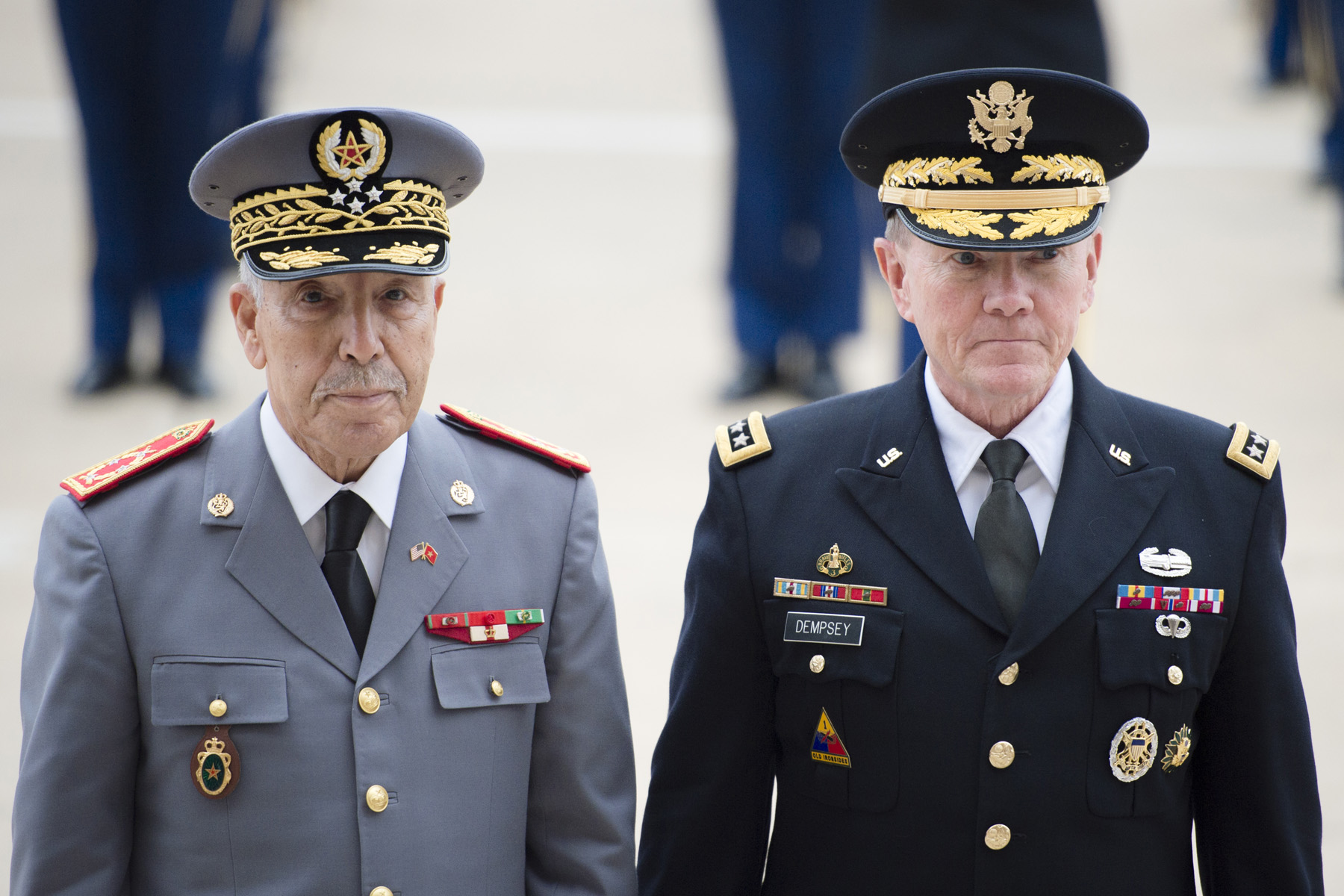
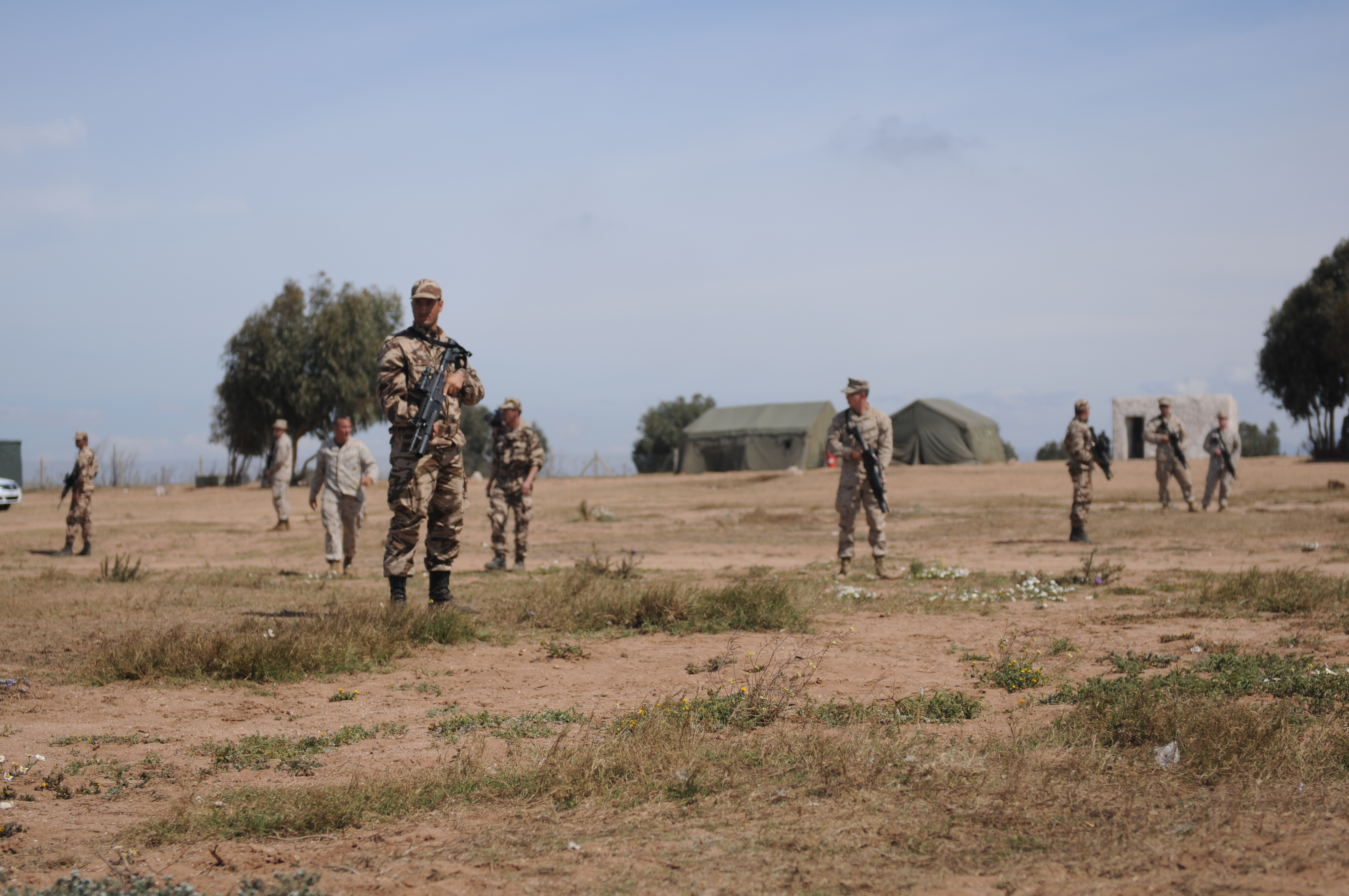
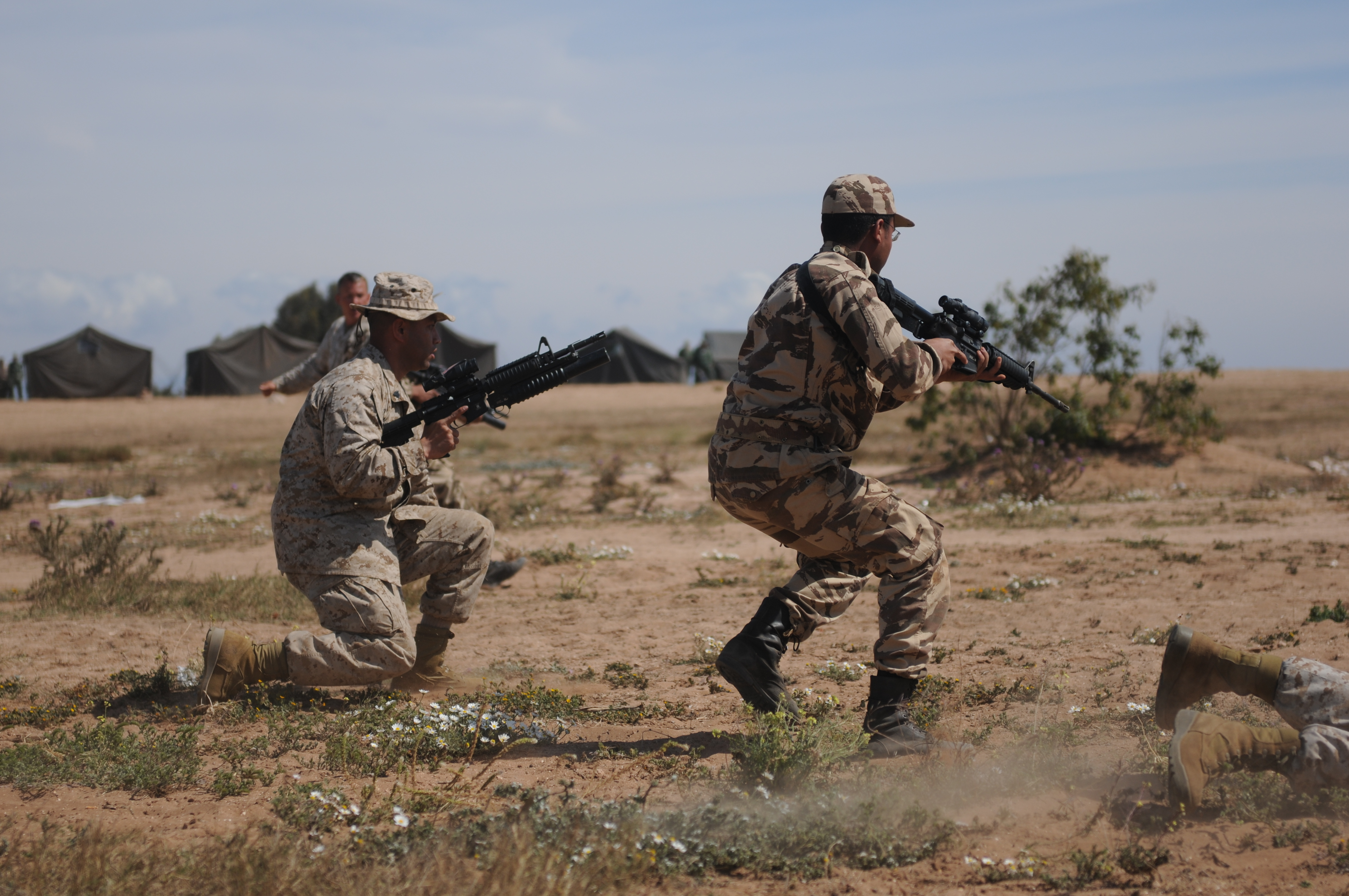
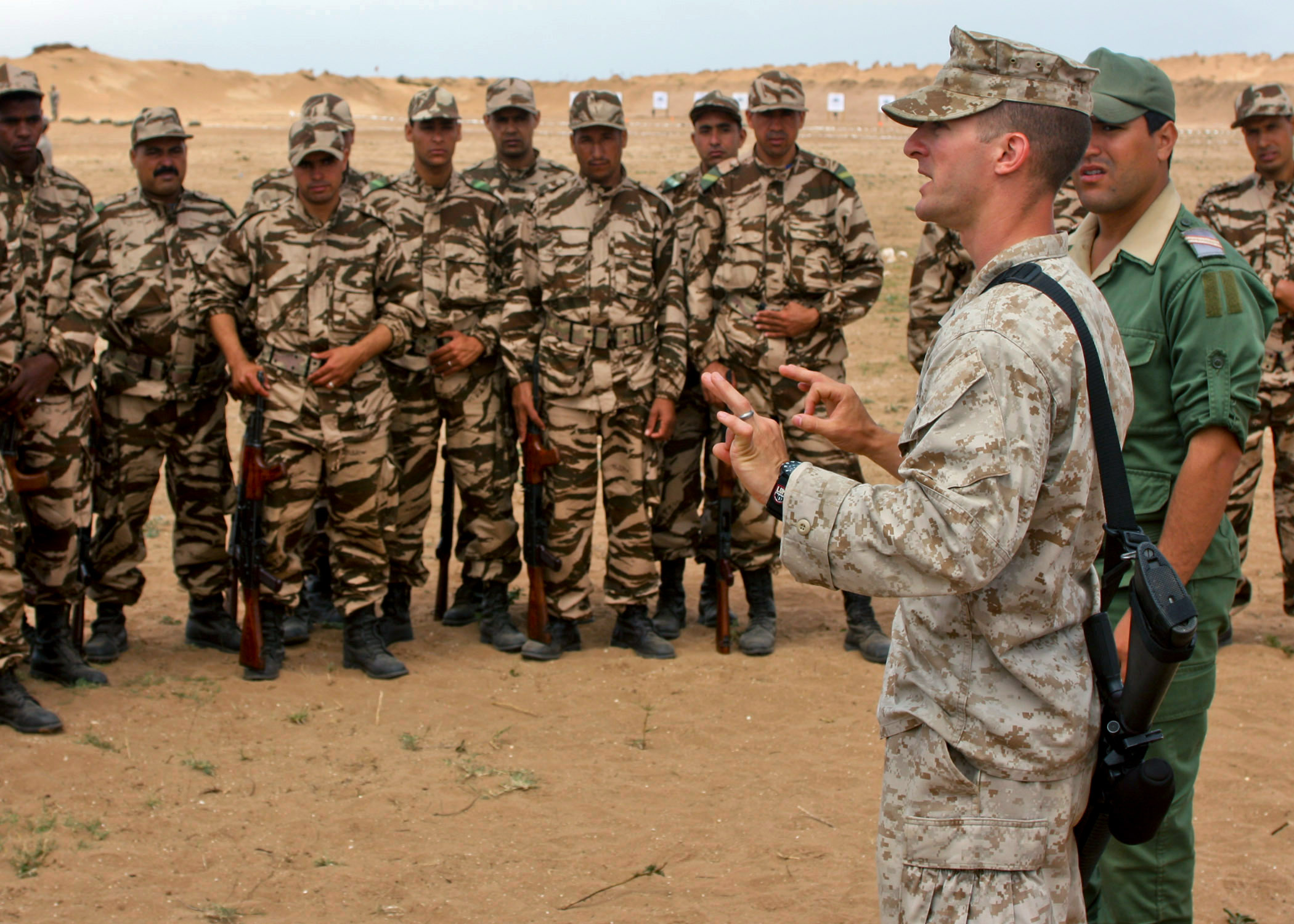
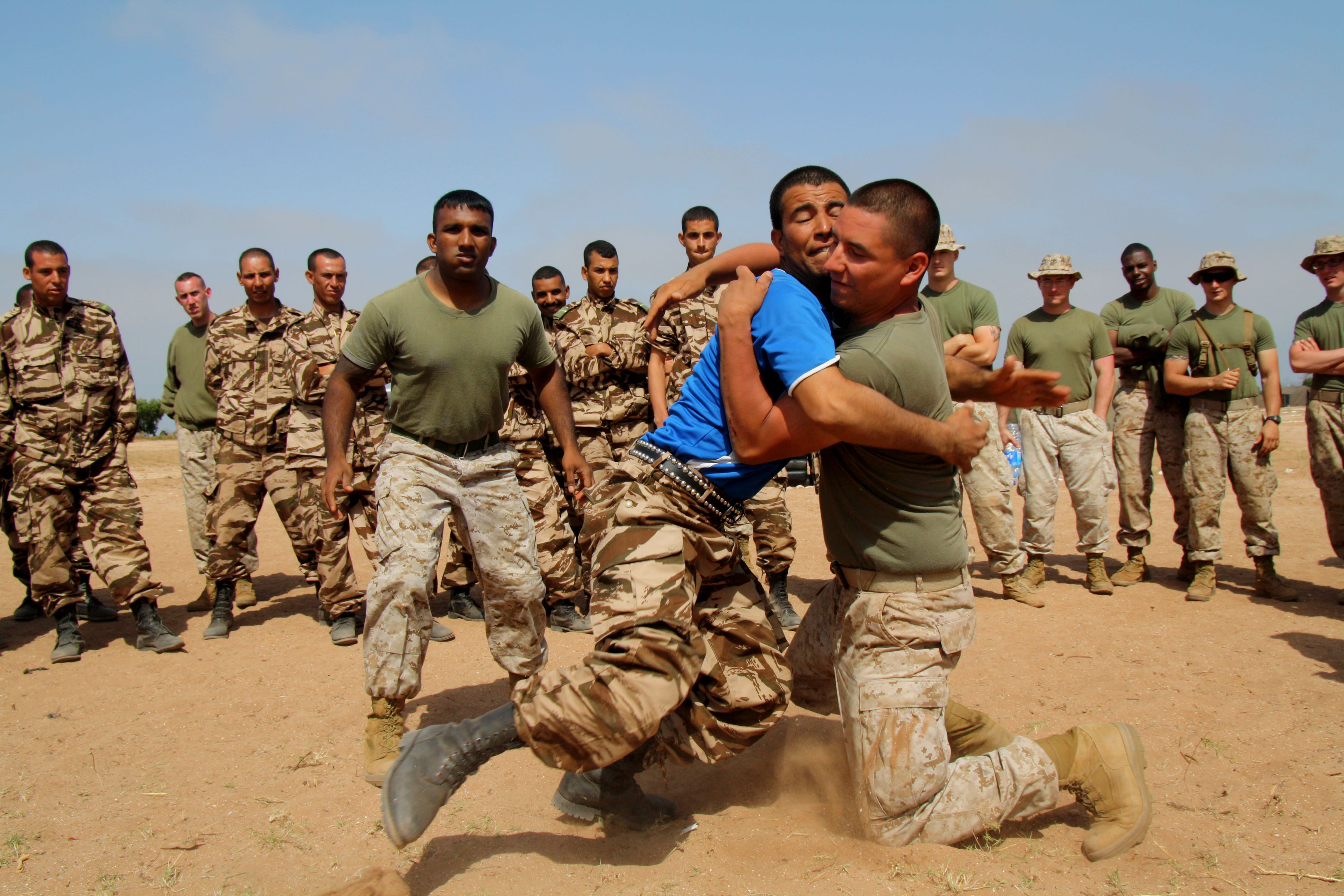
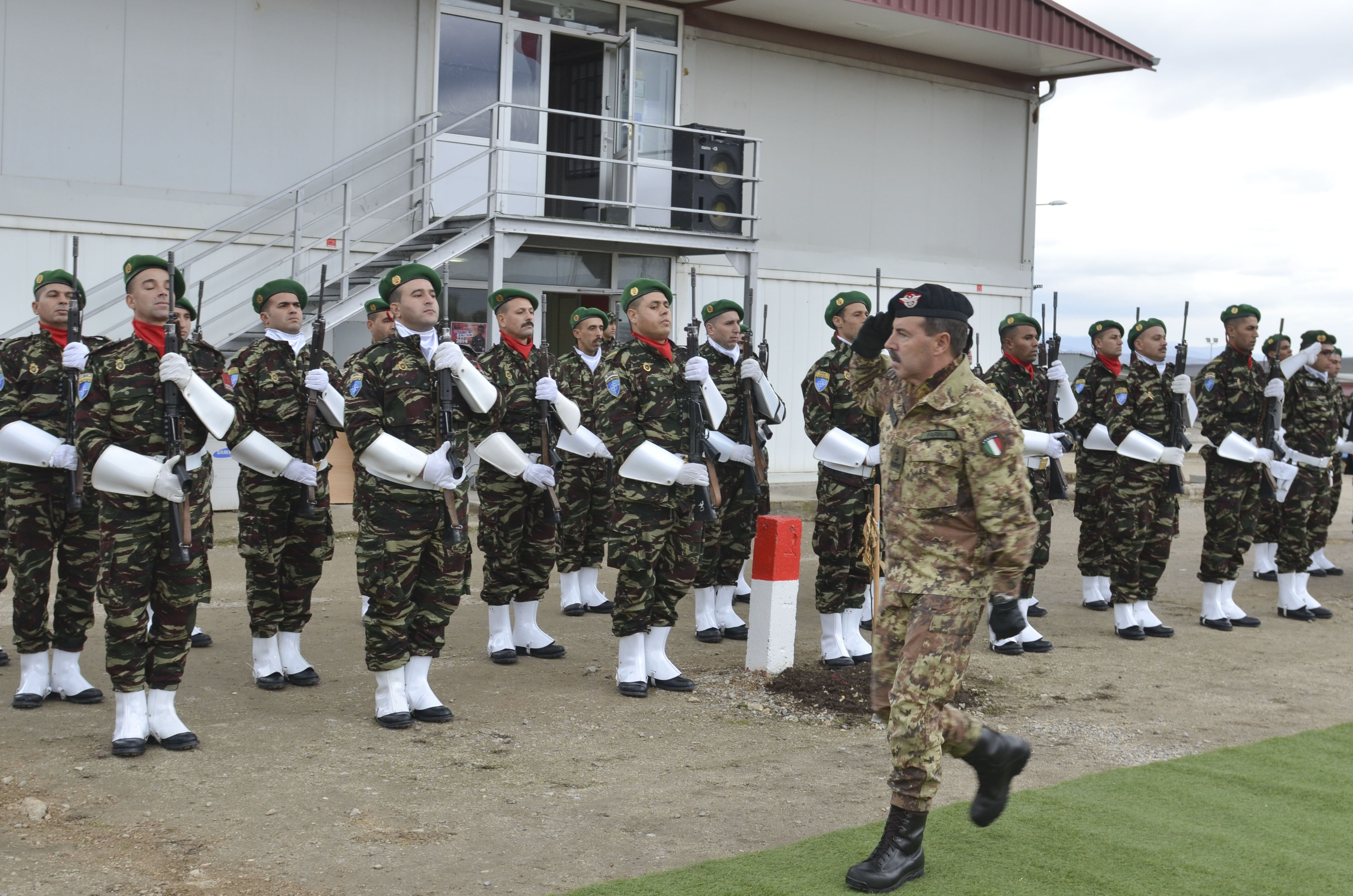
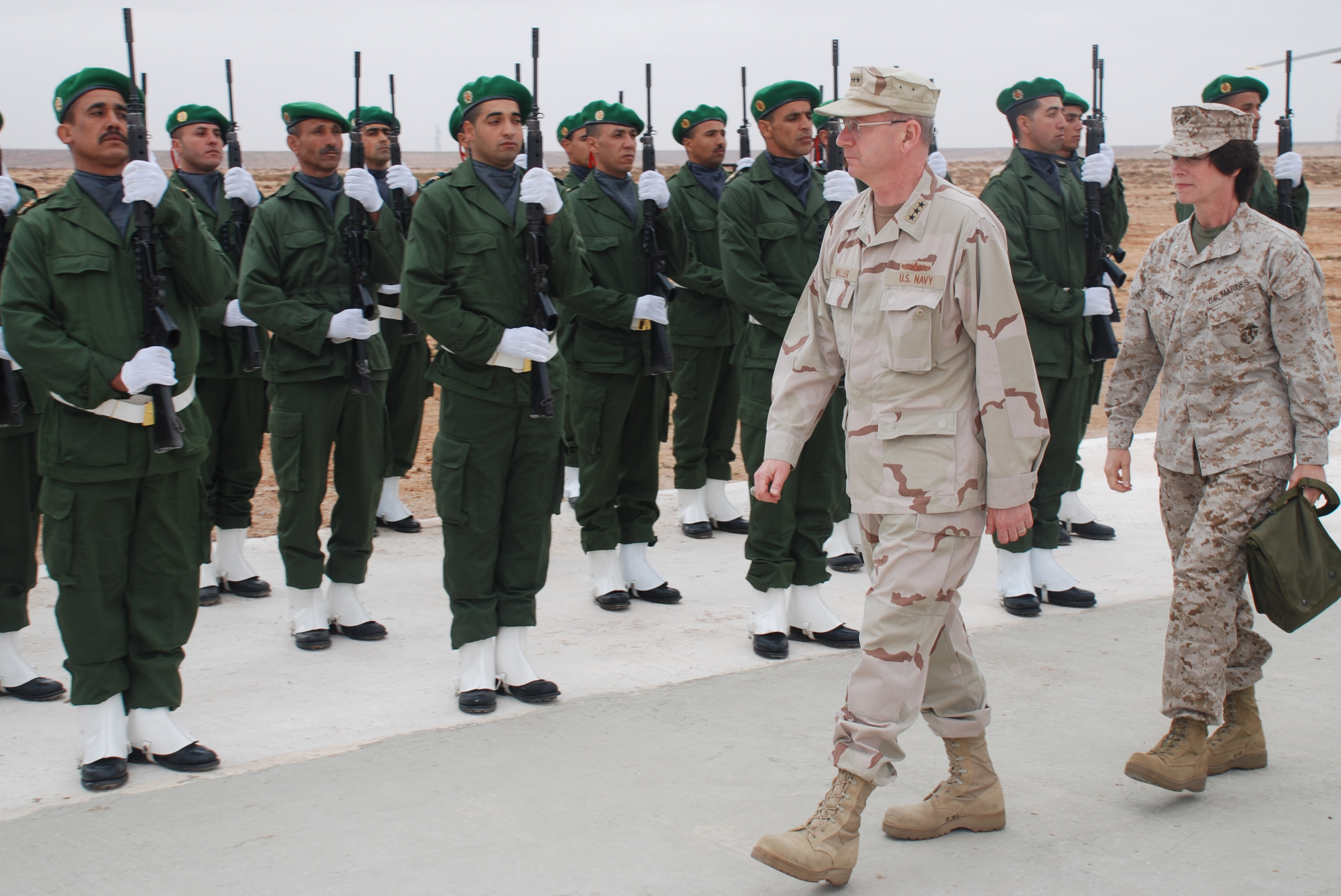
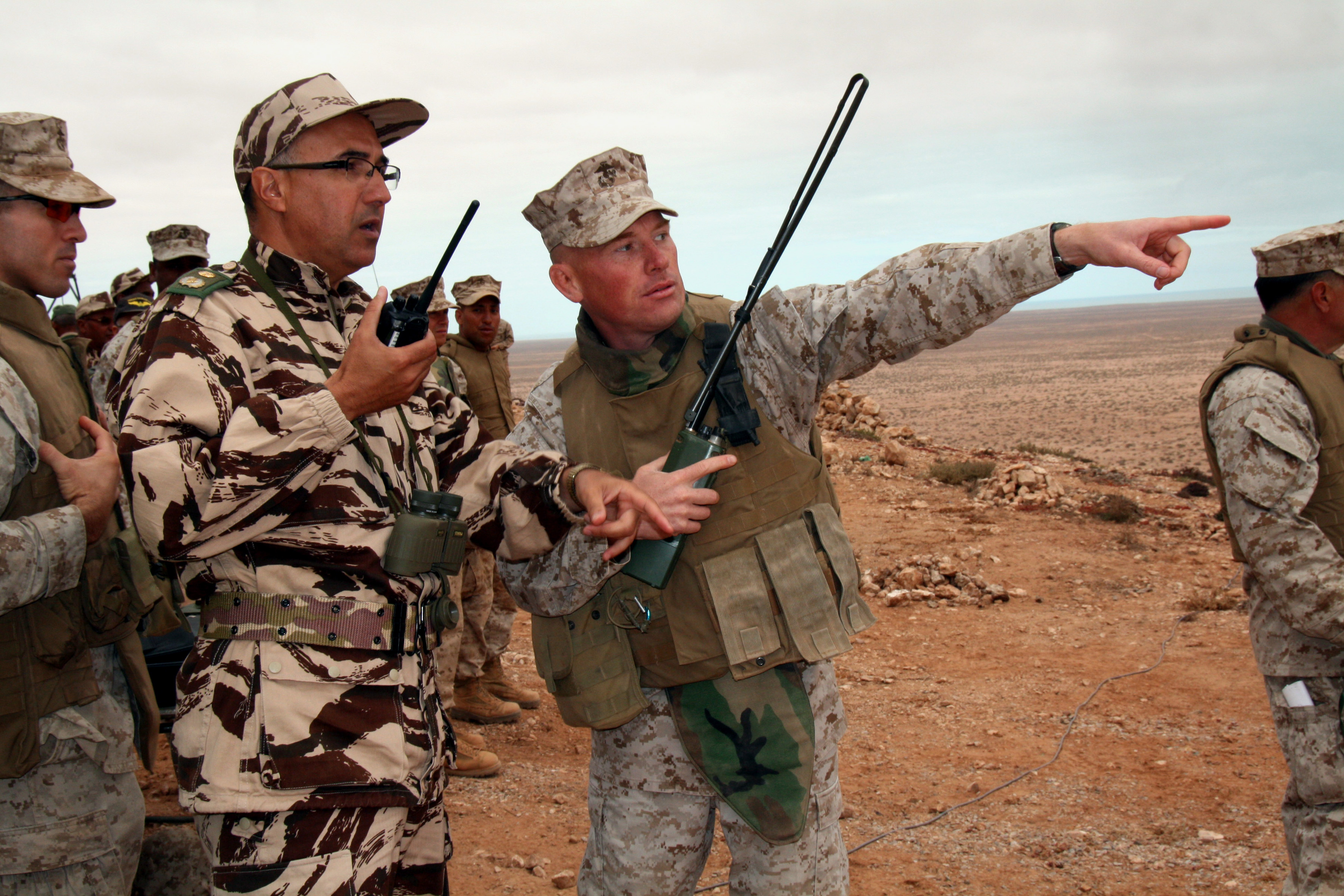
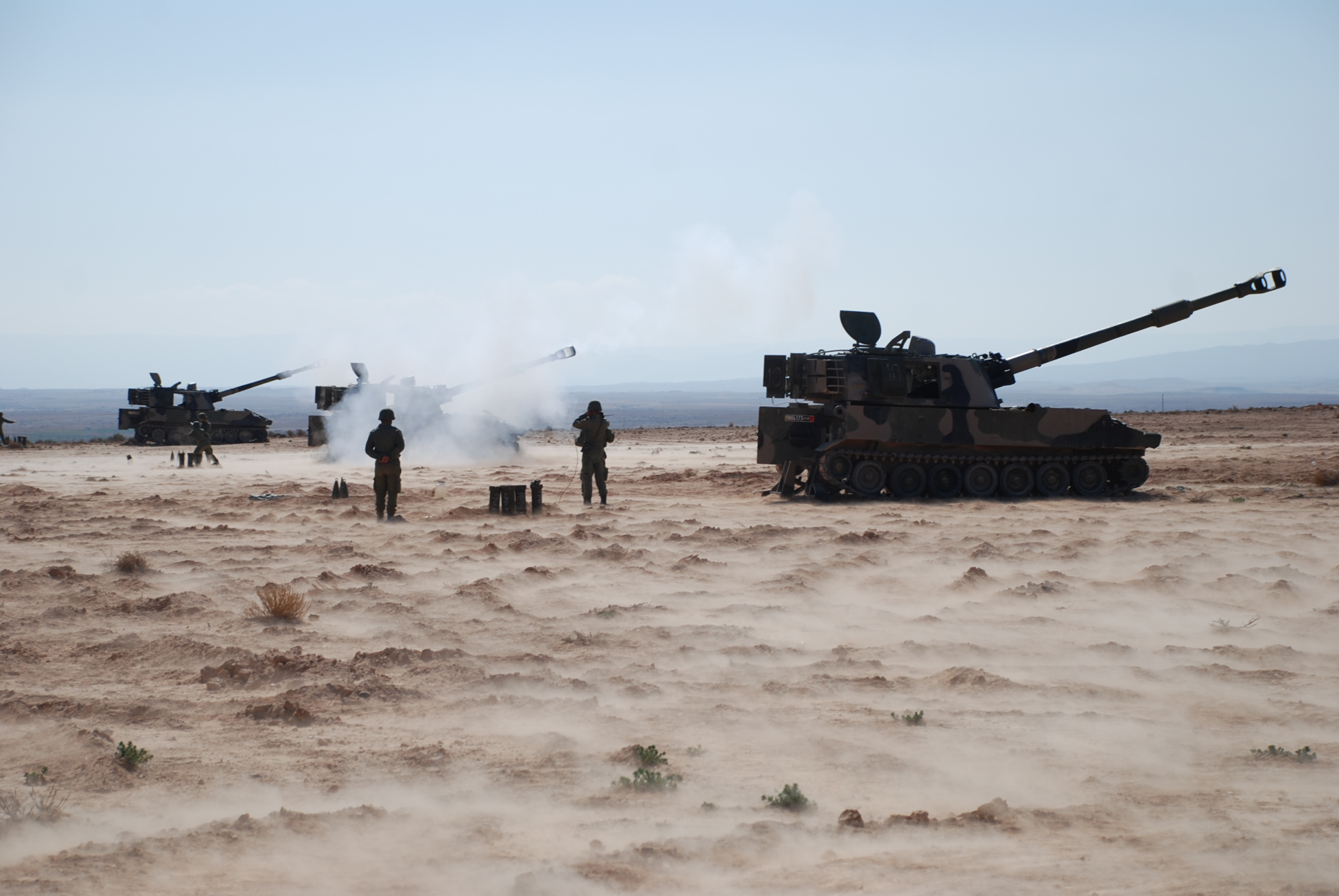

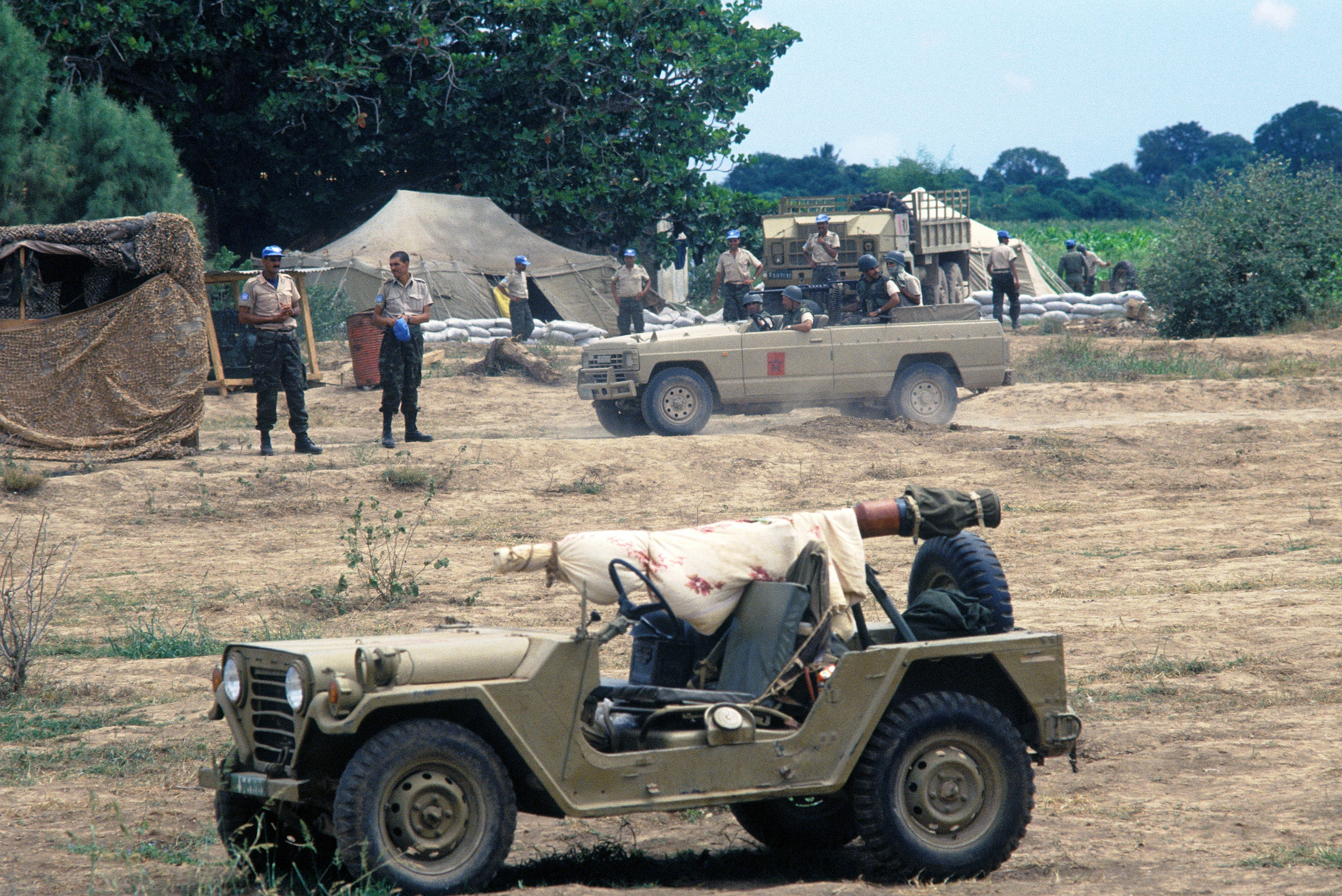
Troupes marocaines en Somalie en 1993 (UNOSOM II)

- MONUC (République démocratique du Congo) : 805 hommes dont 4 observateurs
- KFOR (Kosovo)
- ONUCI (Côte d'Ivoire) : 724 hommes